# Fau-de-Peyre
Fau-de-Peyre [fo də pɛʁ] ist eine ehemalige französische Gemeinde mit 175 Einwohnern (Stand: 1. Januar 2022) im Département Lozère in der Region Okzitanien.
Sie wurde mit Wirkung vom 1. Januar 2017 mit den vormaligen Gemeinden Aumont-Aubrac, Javols, La Chaze-de-Peyre, Sainte-Colombe-de-Peyre und Saint-Sauveur-de-Peyre zu einer Commune nouvelle mit dem Namen Peyre en Aubrac zusammengeschlossen. Sie hat seither dort den Status einer Commune déléguée.

## Geografie
Fau-de-Peyre wird vom Fluss Rimeize östlich tangiert.
Nachbarorte sind Les Bessons im Norden, Aumont-Aubrac im Osten, La Chaze-de-Peyre im Südosten, Prinsuéjols und Malbouzon im Südwesten und La Fage-Montivernoux im Westen.

## Bevölkerungsentwicklung
| Jahr      | 1962 | 1968 | 1975 | 1982 | 1990 | 1999 | 2008 | 2014 |
| --------- | ---- | ---- | ---- | ---- | ---- | ---- | ---- | ---- |
| Einwohner | 302  | 231  | 237  | 201  | 181  | 180  | 173  | 189  |